# Chi McBride
Kenneth McBride (* 23. září 1961 Chicago, Illinois) je americký herec.

## Počátky
Narodil se v Chicagu a dle tohoto města si zvolil svůj pracovní pseudonym Chi McBride. Studoval Shiloh Academy a původně plánoval věnovat se hudbě, přesto nakonec skončil u herectví.
Jeho syn "Heartless" McBride se věnuje rapu.

## Kariéra
Před kamerou se poprvé objevil v roce 1992, konkrétně v televizním filmu Pomsta šprtů 3: Nová generace. Následně se z něj stal především filmový herec, přestože velmi známá jsou jeho účinkování v seriálech Dr. House, Show Johna Larroquetta, Bostonská střední nebo Devět rukojmí.
Jako filmového herce si ho můžeme vybavit z filmů jako Kid s Brucem Willisem, Terminál s Tomem Hanksem a Catherine Zetou-Jones, Já, robot s Willem Smithem nebo Od kolébky do hrobu s DMXem a Jetem Lim.

## Ocenění
Za svou roli v seriálu Bostonská střední byl v roce 2001 nominován na TCA Award, v roce 2002 na AFI TV Award a v roce 2003 na Golden Satellite Award, ani jednou však nebyl úspěšný.
Stejně tak v roce 2006 se nedočkal Black Reel Award za film Roll bounce, na kterou byl nominován s dalšími hlavními herci tohoto filmu.

## Filmografie

### Filmy
- 1992 – Dokonalý džentlmen
- 1993 – What's Love Got to do with it
- 1996 – Přízraky
- 1997 – Gangster
- 1998 – Mercury
- 2000 – Kouzelníci, Podzimní premiéra, 60 sekund, Kid
- 2002 – Narkotika, Bratrstvo černé pracky, Zákon gangu
- 2003 – Od kolébky do hrobu, Delusion
- 2004 – Terminál, Já, robot
- 2005 – Hele kámo, kdo tu vaří?, Roll bounce
- 2006 – Annapolis, Hurá do basy
- 2007 – Bratři Solomonovi
- 2008 – American Son, První neděle, Who Do You Love
- 2010 – The Family Tree

### Televizní filmy
- 1992 – Pomsta šprtů 3: Nová generace
- 1994 – Cosmic Slop
- 2000 – Muhammad Ali: Král světa
- 2006 – Ultimate Avengers 2: Konečná pomsta II
- 2009 – Uvaříme, uvidíme

### Seriály
- 1992 – Fresh Prince
- 1993–1996 – Show Johna Larroquetta
- 1994 – Ženatý se závazky
- 1996 – Detektiv Nash Bridges
- 1998 – The Secret Diary of Desmond Pfeiffer
- 1999 – The Parkers
- 2000 – God, the Devil and Bob
- 2000–2004 – Bostonská střední
- 2001 – Advokáti, Max Steel
- 2005 – Kauzy z Bostonu, Dr. House
- 2005–2006 – Instinkt zabijáka
- 2006 – Můj přítel Monk
- 2006–2007 – Devět rukojmí
- 2007–2009 – Řekni, kdo tě zabil
- 2010 – Agentura Jasno
- 2010–2011 – Lidský terč
- 2013–2020 – Hawaii 5-0 (Lu Grover)